# Sarah Wiltshire
Sarah Francis Wiltshire (7 luglio 1991) è una calciatrice inglese naturalizzata gallese, centrocampista del Cambridge Utd.

## Palmarès

### Club
- Campionato inglese di seconda divisione: 1

Yeovil Town: 2016